# Mélodéon

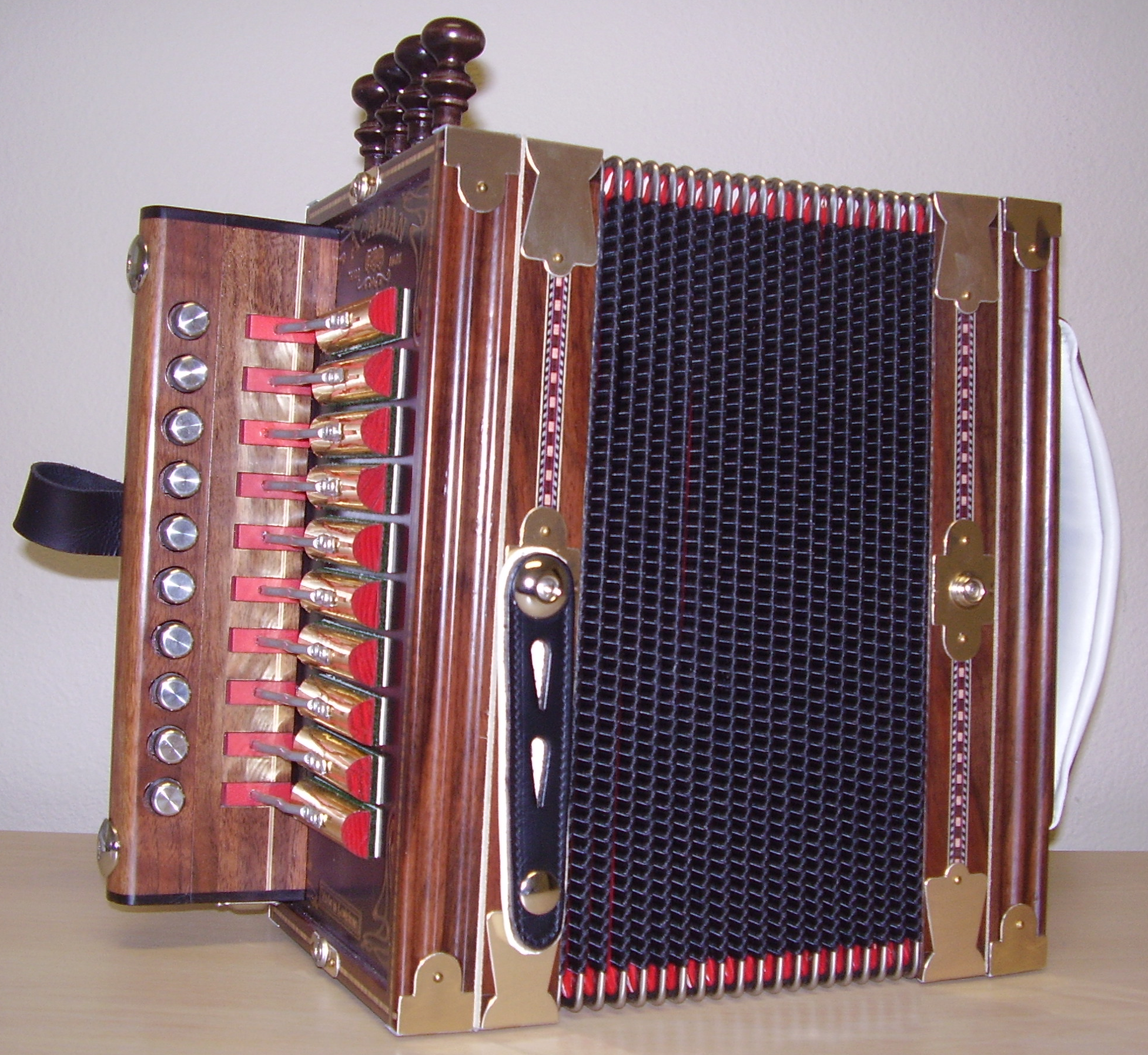
Un mélodéon, produit en Louisiane.

En français, le mot mélodéon désigne un accordéon diatonique bi-sonore. Il comporte une unique rangée de boutons (10 le plus souvent) pour la mélodie à la main droite et 2 (le  plus souvent) ou 4 soupapes pour l'accompagnement à la main gauche.
La partie mélodique dispose de 4 voix (rarement 3) qui peuvent être mises en jeu ou hors jeu individuellement par des tirettes.
On peut parfois trouver en français le terme d'accordéon cadien (de l'anglais, cajun accordion), pour désigner les mélodéons, l'instrument étant typique dans les musiques cadiennes et québécoises,.